# David G. Baird
David Graham Baird (New York, 3 dicembre 1854 – Elizabeth, 8 ottobre 1913) è stato uno scacchista statunitense.

## Biografia
Era fratello di John W. Baird, anch'egli un forte maestro di scacchi. Parteciparono entrambi al grande Torneo di New York 1889 (vinto alla pari da Mikhail Chigorin e Max Weiss). David si classificò al 14º posto su venti concorrenti, John al 19º posto. Un articolo del New York Times del 16 giugno 1889, Chessboard Kings, Ways and Looks of 20 Masters, così descrive i due fratelli:
«Dei due fratelli Baird, David G. è senz'altro il più forte. Gioca con una caratteristica prudenza scozzese, ed in effetti è di origine scozzese. Di media statura, ha una corporatura robusta e una carnagione chiara. Suo fratello John W. è molto magro, pur assomigliando nel volto al fratello. È stato uno dei giocatori più lenti del torneo.»
David G. Baird vinse cinque volte il campionato del Manhattan Chess Club (1888, 1890, 1891, 1895 e 1898), ottenendo buoni piazzamenti in altre edizioni. Nel 1895 vinse anche il campionato dello Stato di New York. Partecipò al forte Torneo di Vienna 1898, vinto da Tarrasch e Pillsbury, classificandosi al 18º posto su 19 concorrenti.